# HIStory: Past, Present and Future, Book I
«HIStory: Past, Present and Future Book I» (з англ. «Історія: Минуле, Сьогоднішнє і Майбутнє Книга 1») — дев’ятий студійний альбом американського співака Майкла Джексона. Виданий 26 червня 1995 року на Epic Records і являє собою дводискове видання. Перший диск це збірка хітів, другий диск – це новий альбом співака. Загальна кількість проданих дисків становить 20 мільйонів копій по всьому світу.
Загальна тривалість композицій становить CD 1: 71:38, CD 2: 77:12. Альбом відносять до напрямку disco, фанк, R&B, поп-музика.

## CD 1:HIStoryBegins
1. "Billie Jean" (Джексон) - 4:54
2. "The Way You Make Me Feel" (Джексон) - 4:57
3. "Black or White" (Джексон/Bottrell) - 4:15
4. "Rock with You" (Temperton) - 3:40
5. "She's Out Of My Life" (Bahler) - 3:38
6. "Bad" (Джексон) - 4:07
7. "I Just Can't Stop Loving You" z Siedah Garrett (Джексон) - 4:12
8. "Man in the Mirror" (Ballard/Garrett) - 5:19
9. "Thriller" (Temperton/Джексон) - 5:57
10. "Beat It" (Джексон) - 4:18
11. "The Girl Is Mine" goscinnie Paul McCartney (Джексон) - 3:41
12. "Remember the Time" (Riley/Джексон/Belle) - 3:59
13. "Don't Stop 'Til You Get Enough" (Джексон) - 6:05
14. "Wanna Be Startin' Somethin'" (Джексон) - 6:04
15. "Heal the World" (Джексон) - 6:24

## CD 2:HIStoryContinues
1. "Scream" goscinnie Janet Джексон (Harris/Lewis/Джексон/Джексон) - 4:38
2. "They Don't Care About Us" (Джексон) - 4:44
3. "Stranger in Moscow" (Джексон) - 5:44
4. "This Time Around" goscinnie The Notorious B.I.G. (Moore/Austin/Swedien/Джексон/Wallace) - 4:20
5. "Earth Song" (Джексон) - 6:46
6. "D.S." (Джексон) - 4:49
7. "Money" (Джексон) - 4:41
8. "Come Together" (Джон Леннон/Пол Маккартні) - 4:02
9. "You Are Not Alone" (Kelly) - 5:45
10. "Childhood" (motyw z filmu Uwolnic orke 2) (Джексон) - 4:28
11. "Tabloid Junkie" (Harris/Lewis/Джексон) - 4:32
12. "2 Bad" goscinnie Shaquille O'Neal (Harris/Lewis/Джексон/O'Neal) - 4:49
13. "HIStory" співають фоном: Boyz II Men (Harris/Lewis/Джексон) - 6:37
14. "Little Susie" (Джексон) - 6:13
15. "Smile" (Чарлі Чаплін) - 4:56

## Сингли з альбому
1. «Scream/Childhood» (31 травня 1995)
2. «You Are Not Alone» (15 серпня 1995)
3. «Earth Song» (27 листопада 1995)
4. «This Time Around» (промо-сингл 26 грудня 1995)
5. «They Don’t Care About Us» (31 березня 1996)
6. «Stranger in Moscow» (4 листопада 1996)
7. «HIStory» (30 липня 1997)
8. «Smile» (промо-сингл 20 січня 1998)